# خیابان گرنویل
خیابان گرنویل (انگلیسی: Granville Street) خیابان اصلی در ونکوور، بریتیش کلمبیا، کانادا، و بخشی از و قسمتی از بزرگراه ۹۹ بریتیش کلمبیا است. خیابان گرنویل اغلب با منطقه اینترتینمنت گرنویل و مرکز خرید گرنویل مرتبط است. این خیابان همچنین از طریق پل خیابان گرنویل از میان محله‌های مسکونی مانند شاگنسی، ونکوور و ماروپل می‌گذرد.